# Москожев (гміна)
Гміна Москожев (пол. Gmina Moskorzew) — сільська гміна у східній Польщі. Належить до Влощовського повіту Свентокшиського воєводства.
Станом на 31 грудня 2011 у гміні проживало 2790 осіб.

## Територія
Згідно з даними за 2007 рік площа гміни становила 71.29 км², у тому числі:
- орні землі: 69.00%
- ліси: 25.00%

Таким чином, площа гміни становить 7.87% площі повіту.

## Населення
Станом на 31 грудня 2011:
| Опис     | Загалом | Загалом | Чоловіки | Чоловіки | Жінки | Жінки |
| -------- | ------- | ------- | -------- | -------- | ----- | ----- |
| одиниця  | осіб    | %       | осіб     | %        | осіб  | %     |
| все      | 2790    | 100     | 1419     | 50.86    | 1371  | 49.14 |
| міське   | 0       | 100     | 0        |          | 0     |       |
| сільське | 2790    | 100     | 1419     | 50.86    | 1371  | 49.14 |

## Сусідні гміни
Гміна Москожев межує з такими гмінами: Наґловіце, Радкув, Слупія, Щекоцини.